# Meliplebeia gambiana
Meliplebeia gambiana är en biart som beskrevs av Jesus Santiago Moure 1961. Meliplebeia gambiana ingår i släktet Meliplebeia och familjen långtungebin. Inga underarter finns listade i Catalogue of Life.